# Río Turbio (película)
 Río Turbio  es una película en blanco y negro de Argentina dirigida por Alejandro Wehner sobre el guion de José María Fernández Unsain que se estrenó el 9 de diciembre de 1954 y que tuvo como protagonistas a Juan José Míguez, Zoe Ducós, Oscar Freyre y Elisardo Santalla.

## Sinopsis
Un hombre recién llegado a Río Turbio conoce a una joven que le hace reflexionar sobre su vida.

## Reparto
Participaron del filme los siguientes intérpretes:
- Juan José Míguez
- Zoe Ducós
- Oscar Freyre
- Elisardo Santalla
- José de Ángelis
- Hugo Mugica
- Robert Le Vigan

## Comentarios
Noticias Gráficas expresó en su crónica:

”…el director ha tratado el tema con ingenuidad en los lineamientos generales. El personaje que caracteriza Juan José Míguez…no ha sido bien presentado. Río Turbio ofrece un  interesante paisaje que ha sido bien captado por la cámara.”

Por su parte, Manrupe y Portela escriben:

”Anécdota trivial y mucho de propaganda oficial en esta película de mineros, filmada en escenarios naturales.”